# Paula Fluxà Garcías
Paula Fluxà Garcías (Palma, 1980) és una activista lingüística, membre de Joves de Mallorca per la Llengua i vocal del Grup Blanquerna. El 2003 va obtenir el Premi 31 de desembre per l'activisme lingüístic. Des del 2007 és representant de l'Obra Cultural Balear encarregada del projecte de desenvolupament d'un pla de normalització lingüística a l'Ajuntament de Palma.